# Marian Braczko
Marian Braczko (* 20. Juli 1926 in Niewiarowie; † 7. Oktober 2015) war ein polnischer Schachspieler und Schachfunktionär, der vor allem durch seine Erfolge im Fernschach bekannt wurde.

## Sportliche Erfolge
Nach dem Zweiten Weltkrieg absolvierte Braczko in Warschau ein Studium der Wirtschaft und arbeitete dann für das Finanzministerium. Braczko, der im Fernschach den Titel eines Internationalen Meisters trug holte im Laufe seiner Karriere drei Mal Medaillen bei nationalen polnischen Fernschach-Meisterschaften. Bei der 6. Fernschachmeisterschaft (1963–1965) wurde er vor Jerzy Mingajło und Gerard Szewczyk Erster. Bei der 2. polnischen Meisterschaft (1959–1960) wurde er hinter Eugeniusz Golemo und vor Józef Byrtek Zweiter. Bei der 9. polnischen Meisterschaft wurde er hinter Jerzy Krzysztoń und Ernest Kocem mit 11 Punkten Dritter. Insgesamt nahm Baczko an sechs nationalen polnischen Meisterschaften teil.
International vertrat Marian Braczko den polnischen Fernschachverband von Anfang der 1960er Jahre bis zum Jahr 2007. Bei der 5. Olympiade des ICCF (1962–1964) erreichte er mit 2½/6 Punkten den siebenten Platz in den Ausscheidungen, ebenso wie bei der 6. Olympiade (1965–1968). Bei der 8. Olympiade (1972–1976) erreichte er den zweiten Platz bei den Ausscheidungskämpfen.
Marian Braczko war im polnischen Schachverband Polski Związek Szachowy zweiter Vorsitzender in der Kommission für Fernschach.
Seine beste Elo-Zahl war 2383 im Jahr 1983.